# آره یا نه (ترانه جونگ‌کوک)
«آره یا نه» (انگلیسی: Yes or No) ترانه‌ای از خواننده اهل کره جنوبی، جونگ‌کوک از بی‌تی‌اس برای نخستین آلبوم استودیویی او به نام طلایی است. این ترانه در ۳ نوامبر ۲۰۲۳ توسط بیگ هیت میوزیک منتشر شد.

## جدول‌های موسیقی

### جدول‌های هفتگی
| جدول (۲۰۲۳)              | بالاترین جایگاه |
| ------------------------ | --------------- |
| ۲۰۰ آهنگ جهانی (بیلبورد) | ۲۳              |
| نیوزیلند (آرام‌ان‌زی)      | ۵               |
| کره جنوبی (گائون)        | ۶۲              |
| ویتنام (بیلبورد)         | ۳۲              |

### جدول‌های ماهانه
| جدول (۲۰۲۳)       | جایگاه |
| ----------------- | ------ |
| کره جنوبی (گائون) | ۶۶     |